# King Cetshwayo
King Cetshwayo (voorheen uThungulu) is een district in Zuid-Afrika.
King Cetshwayo ligt in de provincie KwaZoeloe-Natal en telt 907.519 inwoners.

## Gemeenten in het district[4]
- uMfolozi
- Mthonjaneni
- Nkandla
- Ntambanana
- uMhlathuze
- Umlalazi